# Kurt Oppenheim
Kurt Oppenheim (* 25. September 1886 in Berlin; † 18. November 1947 in Moosseedorf bei Bern) war ein deutscher Unternehmer, Manager und Chemiker, der zeitweise dem Vorstand der I.G. Farben angehörte.

## Leben
Oppenheim war der Sohn Franz Oppenheims, des Vorstandsvorsitzenden der Agfa, und gehört zur Königsberger und Berliner Oppenheim-Familie. Er studierte Chemie in Lausanne, Freiburg im Breisgau und Kiel, wo er 1911 bei Carl Dietrich Harries promoviert wurde. 1912 arbeitete er in einer Agfa-Fabrik in St. Fons bei Lyon, 1913 reiste er für die Agfa nach Japan. Im Ersten Weltkrieg gehörte er dem Vorstand einer von der chemischen Industrie gegründeten Gesellschaft zur Verwaltung kriegswichtiger Chemikalien an und leitete  die Firma Protol, die Glycerin durch Vergärung von Zucker produzierte.
Ab 1919 war Oppenheim stellvertretendes und ab 1924 ordentliches Mitglied des Vorstands der Agfa. 1925 war er mit H. Seebohm Leiter einer Agfa-Tochterfirma, der Chemischen Fabrik Griesheim-Elektron in Frankfurt/Main. Als die Agfa 1926 in der IG Farben aufging, stieg Oppenheim in den Vorstand der IG Farben auf. Er leitete den Vertrieb von photographischen Materialien, Kunstseide und Riechstoffen und wechselte 1931/32 in den Aufsichtsrat. Er litt an den Folgen eines Autounfalls im Jahr 1929 mit Schädelbruch und war gezwungen, sich aus der IG Farben zurückzuziehen. Oppenheim hatte ein Fotogeschäft in der Schweiz, engagierte sich aber noch für die unter der Depression leidende deutsche Kunstseideindustrie. Er starb bei einem Autounfall.
1914 heiratete er Margarete Seidel (1892–1972), die Tochter von Paul Seidel, dem Direktor des Hohenzollern-Museums in Berlin. Mit ihr hatte er zwei Töchter und einen Sohn.